# Ополе-Грошовице
Ополе-Грошовице (пол. Opole Groszowice) — пассажирская и грузовая железнодорожная станция в городе Ополе, в Опольском воеводстве Польши. Имеет 1 платформу и 2 пути.
Станция была построена в 1845 году. Она обслуживает пассажирские и товарные переезды на железнодорожных линиях: 
- Бытом — Ополе — Бжег — Вроцлав-Главный,
- Ополе — Кендзежин-Козле,
- Ополе — Ельч-Лясковице — Вроцлав-Брохув.